# Никифоров, Лев Константинович
Лев Константинович Никифоров (5 октября 1936, Бежаницы, Псковская область — 12 июня 2021) — советский и российский тяжелоатлет, тренер по тяжёлой атлетике. Заслуженный тренер РСФСР, Мастер спорта СССР.

## Биография
Родился в городе Бежаницы в 1936 году. Окончил вечернюю школу и Ленинградское железнодорожное училище, где начал заниматься греблей, а в 1955 году в составе команды стал чемпионом Ленинграда. Затем в течение четырёх лет проходил военную службу на флоте.
После службы вернулся в Бежаницы работать спортивным инструктором-методистом в бежаницком совхозе «Ударник». В 1960 году начал заниматься тяжёлой атлетикой и был одним из первых тренеров в районе.
Окончил Институт физической культуры и спорта имени П. Ф. Лесгафта по специальности «тренер-преподаватель по тяжелой атлетике». Был подопечным Заслуженного тренера РСФСР А. И. Фаламеева. По распределению попал на работу в Челябинскую область, в Озёрск, куда переехал вместе с женой и детьми. Жил и работал там в течение 15 лет, в этот период умирает его первая жена.
В 1982 году перебрался в город Обнинск в Калужской области и снова провёл там 15 лет. Переехал в город Жуков, куда его пригласили работать директором Ледового дворца. Параллельно с этим продолжал по вечерам заниматься тренерской деятельностью.
В 1996 году организовал соревнования, посвященные маршалу СССР Г. К. Жукову. В этом же году стал одним из учредителей Федерации ветеранов тяжелой атлетики. Участвовал в пяти Всемирных играх: дважды был чемпионом в Сиднее и Мельбурне, дважды был серебряным призером и один раз бронзовым.
За более чем сорок лет тренерской деятельности Никифоровым были подготовлены два мастера спорта международного класса по тяжелой атлетике, пять — по пауэрлифтингу. Среди них — чемпион Европы Николай Платошечкин, серебряный призер чемпионата мира среди юниоров и чемпион Европы среди юниоров Андрей Назаров, бронзовый призер чемпионата мира среди юниоров Алексей Сметанин, серебряный призер чемпионата Европы среди юниоров Игорь Пилипенко, бронзовый призёр чемпионата Европы среди юниорок Ирина Абрамова.
Имя Никифорова было включено в энциклопедию «Лучшие люди России»[значимость факта?] и в книгу славы «IWF-Masters Hall of Flame». В 80 лет продолжал заниматься спортом.